# فرودگاه سومی
فرودگاه سومی (به انگلیسی: Sumy Airport) (به زبان بومی: Аеропорт "Суми") یک فرودگاه همگانی با کد یاتا UMY است که یک باند فرود آسفالت دارد و طول باند آن ۲۵۰۰ متر است. این فرودگاه در شهر سومی کشور اوکراین قرار دارد و در ارتفاع ۱۸۱ متری از سطح دریا واقع شده است.